# Självreferens

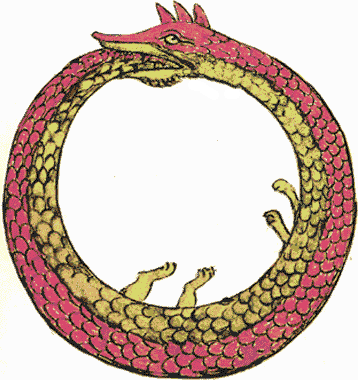
Ormen Ouroboros, som äter sin egen svans, fungerar ofta som en symbol för självreferenser.

En självreferens är mening, formel eller annat fenomen som refererar till sig självt. Den används i en cirkulär riktning, reflexivt, och förekommer i både naturliga och formella språk. Uttryck som består av självreferenser blir ofta paradoxala.
När någonting både är och refererar till sig själv placerar referensrelationen någonting och vad någonting står för på olika logiska nivåer. Till exempel, när ordet "ord" refererar till sig själv denoterar ordet alla egenskaper ordet, som ord, kan inneha, eller exemplifierar egenskapen 'att vara ett ord'.

## Användning
- Tautologier, eller termer som logiskt definierar sig själva.
- Argument, eller retorik, som refererar till sig själv utan externa skäl.
- Autopoiesis, eller logisk organisation vars fysiska uttryck skapar en självgenererande struktur.
- Ostension, eller definition genom exemplifiering av vad som definieras.
- Reflektion, eller funderingar om det egna uttrycket och som återspeglas i uttrycket.

## Exempel

### Kultur
Den belgiska konstnären René Magrittes målning Bildernas opålitlighet (La trahison des images) (1928-29) avbildar en pipa och en text som säger "Detta är inte en pipa" ("Ceci n’est pas une pipe"). Textens mening beror på vad ordet "Detta..." ("Ceci...") refererar till: sig själv, målningen eller bilden av pipan. Om texten refererar till sig själv eller målningen (som den är en del av), så är texten självrefererande. Om den refererar till bilden av pipan så refererar den till bilden av pipan och inte till sig själv.